# Євген Коновалець (монета)
«Євген Коновалець» — пам'ятна монета номіналом 2 гривні, випущена Національним банком України. Монета присвячена військовому і політичному діячеві — Євгену Михайловичу Коновальцю. Він був полковником Армії Української Народної Республіки, командантом Української військової організації, головою Проводу українських націоналістів та Організації українських націоналістів. Євген Коновалець розбудував січову формацію у полк Січових Стрільців — найорганізованішу та найдисциплінованішу частину Армії УНР.
Монету введено в обіг 09 червня 2021 року. Вона належить до серії «Видатні особистості України».

## Опис та характеристики монети
| Номінал грн. | Метал      | Маса, грам | Діаметр, мм. | Якість виготовлення       | Гурт     | Тираж, штук |
| ------------ | ---------- | ---------- | ------------ | ------------------------- | -------- | ----------- |
| 2            | нейзильбер | 12,8       | 31           | спеціальний анциркулейтед | рифлений | 35 000      |

### Аверс

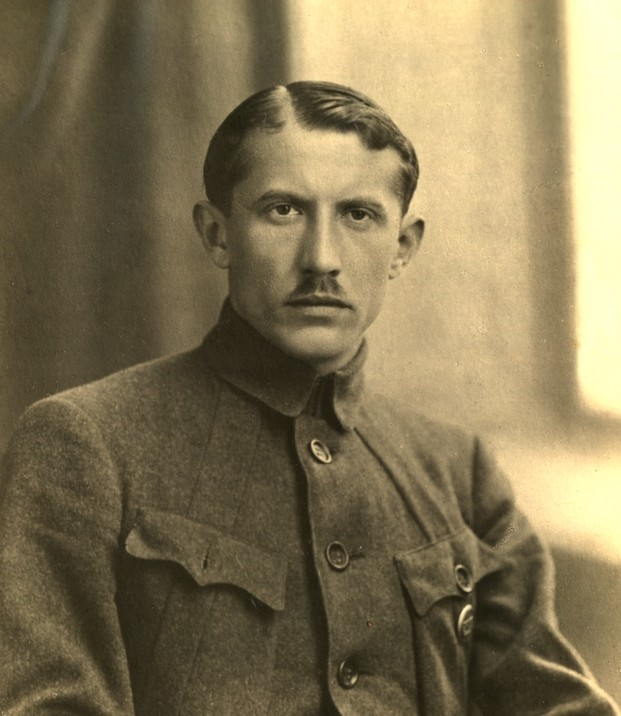
Євген Коновалець

На аверсі монети розміщено: на тлі калинової гілки, яка обрамлює монету ліворуч, — малий Державний Герб України (угорі), праворуч від якого напис УКРАЇНА; по центру, на дзеркальному тлі, — фалеристична пам'ятка часів Української революції у вигляді монограми з двох літер «С», переплетених гілкою червоної калини, — військова відзнака «Стрілецька Рада» ; праворуч від якої — слова Є. Коновальця: «…Будемо мати силу, тоді вийдемо побідно з найгіршого лихоліття і здобудемо все, що нам треба.», а також його факсиміле; унизу: номінал монети — 2 ГРИВНІ та рік карбування монети — 2021; логотип Банкнотно-монетного двору Національного банку України (ліворуч від військової відзнаки).

### Реверс
Реверс монети на дзеркальному тлі зображує стилізований портрет Євгена Коновальця, ліворуч від якого напис ОУН та тризуб з мечем; праворуч написи: ЄВГЕН КОНОВАЛЕЦЬ (півколом), а також роки життя 1891—1938 (унизу).

## Автори
- Художники: Таран Володимир, Харук Олександр, Харук Сергій.
- Скульптори: Атаманчук Володимир (аверс), Юрій Лук'янов (реверс).[1]

## Вартість монети
Роздрібна ціна Національного банку України 49 гривень.
Фактична приблизна вартість монети, з роками змінювалася так:
| Рік        | 2022 | 2023 | 2024 | 2025 |
| ---------- | ---- | ---- | ---- | ---- |
| Ціна, грн. | 65   | 90   | 140  | 160  |